# Moniuszko – Sacred Music
Moniuszko - Sacred Music – album Chóru Katedry Warszawsko-Praskiej «Musica Sacra» pod batutą Pawła Łukaszewskiego, organisty Łukasza Farcinkiewicza oraz solistek Joanny Łukaszewskiej i Iwony Pańty, wykonujących utwory religijne skomponowane przez Stanisława Moniuszkę. Płytę wydała 6 grudnia 2019 oficyna DUX Recording Producers (nr kat. DUX 1648). Wydawnictwo otrzymało dwie nominacje do Fryderyków 2020 w kategoriach: Album Roku Muzyka Chóralna oraz Najwybitniejsze Nagranie Muzyki Polskiej.

## Lista utworów

### Mass in A minor (1856)
- 1. Kyrie [1:52]
- 2. Gloria [0:50]
- 3. Graduale [1:27]
- 4. Credo [1:37]
- 5. Offertorium [1:52]
- 6. Sanctus [1:21]
- 7. Benedictus [2:24]
- 8. Agnus [5:06]
- 9. Benedictio [1:01]

### Intende voci (1856)
- 10. Intende voci [4:12]

### Illumina oculos meos (1869)
- 11. Illumina oculos meos [1:30]

### Laudate Dominum (1866)
- 12. Laudate Dominum [3:30]

### Msza e-moll (1855)
- 13. Kyrie [3:00]
- 14. Gloria [1:13]
- 15. Graduale [2:07]
- Credo [2:36]
- Offertorium [2:58]
- Sanctus [1:26]
- Benedictus [1:14]
- Agnus [3:28]
- Benedictio [1:55]

### Kolęda (1856)
- 22. Kolęda / Christmas Carol [1:46]

## Wykonawcy
- Paweł Łukaszewski - dyrygent
- Chór Katedry Warszawsko-Praskiej (Musica Sacra Warsaw-Praga Cathedral Choir)
- Łukasz Farcinkiewicz - organy
- Joanna Łukaszewska - sopran
- Iwona Pańta - sopran